# 赤木誠
赤木 誠（あかぎ まこと、1958年10月24日 - ）は、元・毎日放送（MBS）アナウンサー。
MBSを含むJNN・JRN加盟局の優秀なアナウンサーを毎年表彰するアノンシスト賞において、2005年度にラジオ・スポーツ実況部門、2017年度にテレビ・スポーツ実況部門で最優秀賞を受賞。2018年10月31日の定年退職後も、同局の「シニアスタッフ（嘱託社員）」として、アナウンサーとしての活動を続けていた。「シニアスタッフ」としての任期（最長で5年間）を2023年10月31日に満了することに伴って、同日付でMBSを退社。

## 来歴・人物
福岡県内で出生した後に、自衛官だった実父の転勤に伴って、札幌冬季オリンピック（1972年）の前後に北海道札幌市で8年間生活。神奈川県内や長崎県内への転居を経て、高校（鹿児島県立国分高等学校）時代の3年間を鹿児島県国分市（現在の霧島市）で過ごした後に、福岡市内にある九州大学 の理学部数学科へ進学した。九州大学への進学を志したのは、本拠地を福岡市内の平和台球場に定めていた西鉄ライオンズのファンだったことによるところが大きかったという。現に入学後は、学内の「西鉄ライオンズ同好会」で活動。幼少期から転居が続いた影響で共通語が身に付いていたことに加えて、大学生時代にアルバイトとして九州朝日放送（KBC）のスポーツアナウンサー（当時） の子息の家庭教師を務めていた縁で、アナウンサーを目指すようになった。
大学卒業後の1981年に、アナウンサーとして毎日放送へ入社した。毎日放送入社3年目の1983年から、プロ野球（阪神タイガース戦）のナイトゲーム中継を中心に、ラグビーや駅伝などの中継でスポーツアナウンサーとして活動。阪神戦ではJNN全国ネットの中継に登場することも多く、阪神対巨人戦の実況を毎年最低でも1回担当しているほか、日本シリーズの実況も数回経験している（詳細後述）。阪神球団が創設80周年を迎えた2015年には、『球団創設80周年 阪神タイガース総選挙DVD』（阪神コンテンツリンク）の制作に毎日放送・朝日放送が協力したことから、両局を代表するスポーツアナウンサーとして朝日放送の伊藤史隆と共にナレーターを務めた。
また、ラグビーの実戦経験がないにもかかわらず、入社3年目から全国高校ラグビー大会に関与。年末年始に東大阪市花園ラグビー場で催される本大会で、テレビ・ラジオ中継の実況や、開会式・準々決勝・準決勝組み合わせ抽選の司会を任されていた。さらに、奈良テレビ放送が制作する奈良県大会決勝戦の中継でも、30年以上にわたって実況を務めている。
2018年の誕生日で、毎日放送の定年である60歳に到達。同局のアナウンサーとしては、同年9月24日の阪神対巨人戦（甲子園）の関西ローカル向け中継（解説：安藤統男、ゲスト解説：掛布雅之）での実況を最後に、MBSテレビのプロ野球中継への出演を終えた。MBSラジオでは、同月27日の阪神対横浜DeNAベイスターズ戦（甲子園）の関西ローカル向け中継（解説：藪恵壹、フィールドキャスター：狩野恵輔）の実況を最後に、本番カードとして自社で放送される阪神戦中継の担当を退いている。
2018年10月31日付で、毎日放送の正社員定年（60歳）に到達。翌11月1日からは、「シニアスタッフ」として、同局でアナウンサーの活動を続けていた。定年後は主に定時ニュース（『MBSニュース』）を担当している が、ラジオでは2019年以降も、阪神・オリックスのホームゲーム中継（基本としてビジターチームの地元局に向けた裏送り制作分）や全国高校ラグビー中継（関西ローカル向けに録音で放送）で2023年シーズンまで実況を続けていた。また、ラジオのスポーツ関連番組へ不定期で出演するほか、2023年まではGAORA（毎日放送が運営するCS放送）が制作する選抜高等学校野球大会のCS・インターネット向け中継で実況や活躍選手へのインタビューを続けていた。2019年4月からは、毎日放送に籍を置いたまま、『タイガースV特急』（ベイ・コミュニケーションズが制作するケーブルテレビ局向けの阪神情報番組）のMCも担当。
「新日本放送」時代の1959年3月1日からテレビ放送事業とラジオ放送事業を兼営してきた毎日放送は、2021年4月1日付でラジオ放送事業を「株式会社MBSラジオ」へ移管。毎日放送は移管を機にテレビ単営局へ移行したが、赤木はアナウンス職のまま同社の総合編成局（移管を機に新設）へ在籍する一方で、株式会社MBSラジオが制作・放送する番組にも「MBSアナウンサー」として出演している。毎日放送では2021年に新卒扱いで3名のアナウンサー（大村浩士・中野広大・前田春香）を採用したことから、新人研修の責任者である武川智美アナウンサー（正局員時代の部下）からの依頼で、同年には「シニアスタッフ」でありながら研修の講師を特別に担当。入社前（法政大学への在学中）まで硬式野球を経験していた大村は、2022年からスポーツアナウンサーとして野球中継で実況を始めている。
自身は「シニアスタッフ」としての嘱託契約期間（最長5年間）を2023年10月31日に満了することから、同年3月27日の第95回記念選抜高等学校野球大会3回戦・高知対専修大学松戸におけるCS・「センバツLIVE!」（インターネット）向け中継をもって、1983年から40年間にわたって続けてきた選抜高校野球中継の実況担当を退いた。プロ野球の実況では、10月9日（スポーツの日）のオリックス対福岡ソフトバンクホークス戦（京セラドーム大阪）でMBSラジオが『RKBエキサイトホークス』（九州朝日放送の競合局であるRKB毎日放送）への裏送り向けに制作していた中継をもって、放送上「毎日放送アナウンサー」としての担当を終了。2023年10月31日付で、毎日放送を退社した。なお、野球中継以外の番組では、毎日放送退社の当日に『森たけしのスカタンラジオ』（MBSラジオ）内で17時台に放送された「ネットワークトゥデイ」（定時ニュース）をもって「毎日放送アナウンサー」としての出演を終えている。
もっとも、実際には毎日放送退社の翌月（2023年11月）以降も、毎日放送グループ（主にMBSラジオ）が制作する番組関連の業務に従事。日本プロ野球（NPB）のオフシーズンに当たる同年12月24日（日曜日）には、「40年以上にわたるプロ野球実況で伝えた名シーン（詳細後述）を、MBSラジオが所蔵する中継のアーカイブ音源と共に振り返る」という特別番組が（本来は同局でシーズン中にのみ編成されている）『MBSベースボールパーク番外編』として放送された。野球実況自体は毎日放送からの退社を機に勇退したものの、正社員時代から担当してきた『スポーツスペシャル』（MBSラジオで年末に放送される掛布出演・JA淡路日の出筆頭提供の特別番組）の進行役や、全国高校ラグビー奈良県大会決勝のテレビ中継における実況（前述）などは退社後も継続している。

## 出演番組・作品

### 現在

#### テレビ
- タイガースV特急（ベイ・コミュニケーションズ、2019年4月2日 - 、MC）

※制作局のベイ・コミュニケーションズ（阪神間が放送対象地域に当たるケーブルテレビ局）以外にも、J:COM関西のコミュニティチャンネル、テレビ岸和田、姫路ケーブルテレビ、福井ケーブルテレビ、ハートネットワークで放送されている。2023年10月までは、「毎日放送アナウンサー」という肩書で出演。

### 過去
- MBSニュース（テレビ・ラジオとも不定期、プロ野球シーズン中や「シニアスタッフ」への移行後も随時担当）
  - 毎日放送の正社員として最後に出演した番組は、定年当日（2018年10月31日）に『上泉雄一のええなぁ!』（MBSラジオ）の17時台で放送された「ネットワークTODAY」（企画ネット版のニュース担当）。「シニアスタッフ」への移行を機に、深夜の宿直勤務のシフトから外れたが、ラジオでは早朝の定時ニュース、テレビでは2019・2020年度に『ミント!』→2021年度から2023年10月まで『よんチャンTV』（いずれも平日夕方の関西ローカル向け報道・情報番組）内のニュースや特集のナレーターなどを随時担当。
- プロ野球中継他スポーツ実況（高校野球、ラグビー、駅伝など）

※JNN（全国）ネット向けのプロ野球中継では、2009年まで、阪神対巨人戦で実況を担当（以降は主に関西ローカル中継で実況）。同年までは、TBSが制作する全日本実業団女子駅伝にも派遣されていた（2007年・第3移動車、2008・2009年・第3中継所）。
※1994年には、CBCが制作したプロボクシング・薬師寺保栄 対 辰吉丈一郎戦中継（TBS系列全国ネット）で、辰吉陣営サイドのリポーターを担当。翌1995年に西島洋介山のタイトルマッチ中継を実況したことを最後に、ボクシング中継の担当を20年間離れていた。2015年から、ウォズボクシングジム所属の徳永幸大（MBSのサービスエリアである京都市出身のプロボクサー）が出場する試合の中継（関西ローカル）で、ボクシングの実況を再開していた。また、再開前には、杉谷満（元日本ハム内野手・杉谷拳士の実父）がプロボクサーとして臨んだ試合を実況している。
※選抜高等学校野球大会では、長年にわたって中継の実況やインタビュアーを担当。毎日放送アナウンサーとして最後に臨んだ2018年の第90回記念選抜高等学校野球大会では、大阪桐蔭対智弁和歌山の決勝戦（4月4日）で、大会史上3校目の2年連続優勝を達成した大阪桐蔭への選手インタビューを担当した。
※毎日放送の定年を経て「シニアスタッフ」へ移行した2018年11月1日以降も、録音によるMBSラジオ向けのラグビー中継や、主に他のラジオ局だけで放送される以下のプロ野球中継で実況を担当。GAORAで放送される選抜高等学校野球大会中継では主に選手へのインタビュアーを務めていた（2019年の第91回選抜高等学校野球大会は実況を担当せず）。2018年まで実況を担当していた阪神戦のテレビ中継でも、阪神が勝利した場合に監督へのインタビューを任されることがあった。
※新型コロナウイルスへの感染が拡大している影響で第92回選抜高等学校野球大会が中止された2020年には、8月中旬の2020年甲子園高校野球交流試合（同大会への出場が決まっていた全32校による招待試合）で、インターネット向けのライブ配信向けに実況を1試合のみ担当した（全日程最終試合である8月17日開催の第3試合・白樺学園×山梨学院戦）。
※オリックスのホームゲームでは、福岡ソフトバンクホークスと対戦する場合のRKB毎日放送／九州朝日放送向け中継、北海道日本ハムファイターズと対戦する場合の北海道放送／STVラジオ向け中継および、金曜日に埼玉西武ライオンズと対戦する場合（京セラドーム大阪・ほっともっとフィールド神戸・わかさスタジアム京都のいずれかでの開催分）の文化放送向け中継、火 - 木曜日に読売ジャイアンツと対戦する場合のニッポン放送およびNRN全国ネット向け中継を主体に実況を継続。阪神のホームゲームでは、セ・パ交流戦などの期間中の日曜日に関西圏の球場（阪神甲子園球場または京セラドーム大阪）でデーゲームとして開催される場合 に、上記の局を含むビジターチームの地元局向け中継で実況を随時担当していた。
※2023年には、阪神・オリックスとも、リーグ優勝とクライマックスシリーズ・ファイナルステージの突破を経て日本シリーズへ進出している。赤木自身は、パシフィック・リーグのクライマックスシリーズファイナルステージ（京セラドーム大阪のオリックス対千葉ロッテマリーンズ戦）において、第1戦（10月18日）および、オリックスがステージ突破を決めた第4戦（21日）で実況を担当。第1戦の実況はセントラル・リーグでのファイナルステージ第1戦（甲子園球場の阪神対広島東洋カープ戦）の予備カードとして制作された中継で担当したが、この中継はMBSラジオで放送されなかった。また、第4戦では同局が中継を最初から予定していなかったことから、「報道素材」としての収録向けに実況。放送上は第1戦・第4戦とも、赤木の実況が収録された音源の一部を、テレビ・ラジオ番組（19日放送の『よんチャンTV』など）での試合ダイジェストで使用するだけにとどまった。MBSラジオが全試合・毎日放送が第3戦（甲子園球場の初戦）で中継を制作する日本シリーズでも、第3戦が組まれている10月31日をもって「シニアスタッフ」としての任期を満了（退社）することなどから、テレビ・ラジオとも実況陣に名を連ねていない。

#### テレビ
- GAORAプロ野球中継北海道日本ハムファイターズ主催試合（年数回程度）
- あどりぶランド
- ザ・ベストテン（TBS制作の全国ネット番組）
  - 入社1年目（1981年）の春に、毎日放送千里丘放送センターからの生中継へ出演。本人が「シニアスタッフ」時代の2023年に述懐したところによれば、当時『MBSヤングタウン』（ラジオの生放送番組）で毎週木曜日にパーソナリティを務めていた石川優子（シンガーソングライター）の楽曲『シンデレラ サマー』が「ベストテン」へ入っていたことを受けて、新人研修中の身でありながら『ヤングタウン』本番前の生中継で「追っかけマン」（リポーター）を任されていたという。

#### ラジオ
- MBSベースボールパーク（前身の『毎日放送ダイナミックナイター』→　『MBSタイガースナイター』→　『MBSタイガースライブ』時代から実況・ベンチリポーターを担当）
  - 毎日放送入社3年目の1983年10月4日に、『毎日放送ダイナミックナイター』として放送された阪神対ヤクルト戦中継（甲子園）で実況デビュー。1988年10月10日に実況を担当した同カードでは、阪神の正三塁手として長らく活躍してきた掛布の引退試合でもあったことから、掛布が現役最後の打席に臨んだシーンを涙声で伝えた[4]。掛布は2000年代に入ってから毎日放送の野球解説者へ転じたため、MBSテレビのプロ野球中継で最後に実況を担当するまで、テレビ・ラジオを問わず中継で何度もコンビを組んでいた。
  - 毎日放送アナウンサーとして最後に同局で流れるプロ野球中継の実況を担当した2018年9月27日（木曜日）には、担当試合（阪神対DeNA戦＝阪神甲子園球場）の中継に続いて、同球場放送席からの生中継で後座番組『豊永真琴のベースボールパークEXトラ!』（2018年版最終回）へ特別に出演した。翌28日（金曜日）放送の『ちちんぷいぷい』（MBSテレビ）では、「ぷいぷい with Tigers」（プロ野球シーズン中に前日や前週の阪神戦を振り返るコーナー）の中で、最終実況の模様が音声と放送席のVTR映像を通じて特別に紹介された。
  - プロ野球シーズン中の関連番組である『MBSベースボールパーク番外編』には、「シニアスタッフ」への移行後も、パ・リーグの話題や思い出話を取り上げる回を中心に随時出演。ただし、「MBSアナウンサー」との肩書で担当する他番組と違って、出演の際には「MBSのシニアスタッフ」と名乗っていた。
- 6時半です おはようコンちゃん!（1981年）
  - 当時の先輩アナウンサー・近藤光史がパーソナリティを務めた平日早朝の生ワイド番組で、近藤の休暇中に、水曜日のパーソナリティ代理としてアシスタントの豊島美雪と共演。この代演によって、MBSラジオが制作する生ワイド番組へのデビューを果たした。
- ザ・ヒットナウ20（1982年度のナイターオフ期間に放送された音楽番組） - 一部の曜日でパーソナリティを担当
- MBSダイナミックナイター ザ・オフ（1993年度のナイターオフ番組、岡本育子とともに月・火曜日のパーソナリティを担当）
- 太田幸司の熱血!!タイガーススタジアム（月曜日担当）
- with…夜はラジオと決めてます（2012年度のナイターオフ番組）
  - 木曜日のスポーツ系企画「オレたちまだまだベースボールキッズ」に、プレゼンターとしてレギュラー出演。
- with Tigers MBSベースボールパーク みんなでホームイン!（2015年度・2016年度のナイターオフ番組）
  - 2015年度には、日替わりレギュラーのスポーツアナウンサーが休演する場合に随時代演。最初に代演した2015年11月21日（土曜日）放送分では、自身の実況実績を紹介した。2016年1月28日（木曜日）放送分で代演した際には、ボクシング中継の実況を担当した縁で、徳永をゲストに招いた。
  - 2016年度には、安藤統男（毎日放送野球解説者）とのコンビで、日曜放送分へ月に1回レギュラーで出演。
- 次は〜新福島!「ラジオ博愛主義!パイセンがやってきた!」（2018年1月17日）
  - スポーツ担当ではない後輩アナウンサー・福島暢啓がメインパーソナリティを務めるナイターオフ番組に、「パイセン」（福島の先輩）としてゲストで出演。『おはようコンちゃん』でパーソナリティ代理を務めた際の音源や、後述する実況実績から、「ベスト3」と自薦する音源（◎）を放送した。
- 桜井一枝のそれそれ!?リクエスト（2020年4月13日に『MBSマンデースペシャル』枠で放送）
  - （シニアアナウンサーを含む）毎日放送の現役アナウンサーが月替わりで担当する桜井のパートナーにいち早く起用。同社への入社前からラジオパーソナリティとして活動している桜井と、初めてスタジオで共演した。
- MBSベースボールパーク プレミアムチャンネル （2020年度のナイターオフ番組）土曜日第3部（20時台後半）
  - 2020年12月19日・26日放送分の「サイコーバズ山のバズるプロ野球実況」では、毎日放送の正社員時代に実況を指導した「サイコーバズ山」（スポーツアナウンサーの金山泉）と初めて共演。プロ野球実況の話術やエピソードを、自身の実況音源を交えながら紹介している。
- 豊永真琴のMBSミュージックパーク
  - 毎日放送のスポーツアナウンサーが放送週・放送の時間帯に応じて豊永真琴（『MBSベースボールパーク』のスタジオアシスタントを兼務しているフリーアナウンサー）のパートナーを交互に務めている生放送番組だが、（競馬中継の専任者を除く）番組開始当初（2020年3月28日）以降の現職アナウンサーでは最も遅く、「シニアスタッフ」としての契約期間が満了する2ヶ月前（2023年8月26日放送分）に初めて出演。その後は、「シニアスタッフ」としての任期を満了するまで出演の機会がなかった。
- ポチっとMini枠（2023年9月4日 - 7日放送分のパーソナリティ）
  - 「夕方もポチっとMラジ」（平日夕方の生ワイド番組レーベル枠）の月 - 木曜分に内包されている週替わりパーソナリティ制のフロート番組。毎日放送の「シニアスタッフ」では初めて、「喜怒哀楽っくミュージック」（同局の現職アナウンサーがパーソナリティを務める週に4日間を通じて放送される企画）を担当した。
- コトノハ（不定期）
  - 毎日放送のアナウンスセンターが制作する収録番組で、2021年10月から毎週月曜日の21時台に15分間放送。退社の前日（2023年10月30日）は月曜日であったため、「『言葉について『思い出』として残っていること、先輩から教わったこと、後輩に伝えたいこと』をテーマに、42年間のアナウンサー生活を「後輩」（松川浩子・中野広大）を相手に振り返る」という特別企画が組まれていた。

この他にも、掛布がパーソナリティを務めるプロ野球関連の年末特別番組（放送上のタイトルは『JA淡路日の出スポーツスペシャル』）で、掛布のパートナーを務めることが正社員（毎日放送アナウンサー）時代からの恒例になっている（2021年放送分は近藤亨が担当）。
2016年度以降のナイターオフ期間で金曜日の夜間に放送されるナジャ・グランディーバのラジオ番組（スマラジw『ナジャとアナの虹色レインボー』→MBSヨル隊『ナジャ・グランディーバのレツゴーフライデー』）には、支障となる仕事が特にないにもかかわらず、ナイターシーズンの別曜日に放送される特別版を含めて一切出演していなかった。2020年度以降のMBSラジオはナイターオフ編成開始時期が遅くなっていて、嘱託契約期間を満了する2023年にも日本シリーズの終了後（11月第2週）から放送を始めるため、出演の機会がないまま毎日放送を前月（10月）で退社した。

#### DVD
- 球団創設80周年 阪神タイガース総選挙DVD 決定!!ファンが選んだベストメンバーと“あの瞬間”（2015年） - 前述

#### 新聞連載
- サンケイスポーツ大阪本社発行版「虎HISTORY」（2019年5月21日から7月2日まで毎週火曜日の「火曜ワイドスペシャル」面に掲載）

## 主な実況実績

### プロ野球
以下に挙げる担当試合のうち、（☆）印を付けた試合については、2023年12月24日放送分の『MBSベースボールパーク番外編』で赤木の足跡を振り返る際に実況のアーカイブ音源を流している。
- プロ野球日本シリーズテレビ実況4回（胴上げ実況2回）
  - 1996年10月24日、オリックス×巨人（神戸）第5戦。
    - 阪神OBの田淵幸一（TBS解説者）が解説者、イチロー（オリックス外野手）に強かった日本ハム投手の西崎幸広（いずれも当時）がゲスト解説者として出演。この試合でオリックスが前身球団の阪急時代以来19年振り（オリックスが球団の経営権を引き継いでからは初）のシリーズ制覇を決めたことから、全国ネット向けの中継にもかかわらず、地元の関西地区では平均視聴率が40.2%に達した。この視聴率は、毎日放送制作のテレビ番組としては、2020年12月末の時点で最高記録に当たる。

  - 2003年10月23日、阪神×ダイエー（甲子園）第4戦。
    - 2018年の定年前日（10月30日）未明にMBSテレビで放送された『痛快!明石家電視台』では、「実際どうなん!?MBSアナウンサー」というアナウンサー集結企画のゲストとして、この試合での知られざるエピソードを自ら披露した。
      - この試合は18:30開始のナイトゲームで、甲子園球場から放送する通常の阪神戦中継と同じく、屋外（ネット裏の銀傘下）の放送席から全国ネットの完全生中継向けに実況を担当。実際には試合開始の1時間前から中継の前座番組に出演していたが、中継に入ってからは普段の実況と変わらないペースで水分を摂取していた。ところが、前座番組への出演によって中継の前に球場内のトイレへ行けなかったことに加えて、試合中に球場界隈が寒かったことも相まって、21:00頃には過去の実況で経験しなかったほどの強い尿意に見舞われた。さらに、22:00を過ぎても試合の決着が付かず延長戦に突入したことから、水分の摂取を控えながら実況を続けた[11]。10回裏に金本知憲の本塁打で阪神がサヨナラ勝利を収めた瞬間には、「（金本の打球がライトスタンドに）飛び込んだ～!」と実況しつつも、内心では「（試合が終わって）助かった」と思っていたという[12]。
      - 赤木曰く、「この中継までは『実況中に（尿意や便意を催して）トイレへ行きたくなるようなスポーツアナウンサーには（実況する試合やプレーへの）集中力が足りない』と思っていて、後輩のアナウンサーにもそのような注意を繰り返していた。しかし、この中継の終了直後に（放送席に最も近い）トイレへ直行して長い時間を過ごす羽目になったせいで、その認識を改めざるを得なくなった」[12]。

  - 2005年10月26日、阪神×ロッテ（甲子園）第4戦（この試合でロッテがシリーズ制覇）。
  - 2014年10月26日、阪神×ソフトバンク（甲子園）第2戦。
- プロ野球リーグ優勝実況6回
  - 1995年9月18日、西武×オリックス（西武）のラジオ中継（◎：この試合でオリックスの優勝が決定）
  - 1996年9月23日、オリックス×日本ハム（神戸）のラジオ中継（☆◎：同上）
  - 1998年10月8日、阪神×横浜（甲子園）の全国ネット向けテレビ中継（この試合で横浜の優勝が決定）
  - 2001年9月26日、近鉄×オリックス（大阪ドーム）のラジオ中継（☆◎：この試合で近鉄の優勝が決定）
    - 北川博敏（近鉄）が9回裏に「代打逆転サヨナラ満塁優勝決定本塁打」を放ったことで知られる試合。赤木自身は、北川の打球が左中間のスタンドへ入った瞬間に、「あー!あー!」という絶叫を繰り返した[13]。

  - 2005年9月29日、阪神×巨人（甲子園）のラジオ中継（☆◎：この試合で阪神の優勝が決定）
  - 2023年9月20日、オリックス×ロッテ（京セラドーム大阪）のラジオ中継（☆：この試合でオリックスの優勝が決定）
    - 翌10月末日をもって「毎日放送シニアスタッフ」としての契約期間を満了することになっていた赤木が、同局のアナウンサーとして最後に立ち会ったリーグ優勝。オリックスのパシフィック・リーグ3連覇が掛かった首位攻防戦の中継（解説は太田幸司）であったが、阪神が9月14日にセントラル・リーグの優勝を決めていたにもかかわらず、編成上は同じ時間帯に甲子園球場で組まれていた阪神×巨人ナイトゲームの中継（いずれもMBSラジオが制作）の第4予備カードに設定されていた。
    - 実際には阪神戦の終了直前（9回表の途中）にオリックスの優勝が決まったものの、阪神戦の中継が全国ネット（「NRNナイター」扱い）で放送されていた関係で、MBSでは赤木の実況を同録した音源を阪神戦中継の終了後に『ベースボールパークEXトラ!』（関西ローカル向けの後座番組）内で流すことで対応。さらに、試合全体の同録音源を編集したうえで、2023年10月1日（日曜日）の『MBSベースボールパーク番外編』内で3時間近くにわたって放送した。
- 2021年11月12日、パシフィック・リーグクライマックスシリーズのファイナルステージ第3戦・オリックス×ロッテ（京セラドーム大阪：☆）。
  - 「シニアスタッフ」へ移行した2019年以降では初めて、MBSラジオで「本番カード」として放送されるプロ野球中継の実況担当として、パ・リーグ優勝チームのオリックスによる日本シリーズ進出決定の瞬間を伝えた。
  - ヤクルトとの日本シリーズでも、セ・リーグ（ヤクルト）側の主管試合（ヤクルトの本拠地・神宮球場が明治神宮野球大会での使用を優先したことに伴う特例措置）として東京ドームで開催された第3 - 5戦のラジオ中継（ニッポン放送の制作でMBSラジオを含むNRN加盟局の一部で同時ネット）および、パ・リーグ（オリックス）側の主管試合としてほっともっとフィールド神戸で開催された第6戦のラジオ中継（MBSラジオの制作で関西ローカル向けに放送）でオリックス側のベンチリポートを担当。第7戦が発生した場合には関西ローカル向けのラジオ中継で実況を予定していたが、第6戦で決着したため実現に至らなかった。
- 日本プロ野球公式戦での新記録・最多タイ記録の達成に関する実況
  - 1989年4月16日、オリックス×日本ハム（西宮スタジアム）のラジオ中継で、ブーマー・ウェルズ（オリックス）がレギュラーシーズンの開幕戦から5試合連続本塁打を達成した瞬間を実況（☆）。
  - 1997年4月29日、阪神×巨人（甲子園）戦で、和田豊（阪神）がレギュラーシーズン開幕戦からの21試合連続安打を1回裏にバルビーノ・ガルベスからの二塁打で達成した瞬間を実況（☆）。
  - 1998年7月7日、ロッテ×オリックス（神戸）のラジオ中継で、ロッテが延長12回裏に「代打の代打」で起用された広永益隆からサヨナラ満塁本塁打を浴びたことによってレギュラーシーズン17連敗を喫した瞬間（いわゆる「七夕の悲劇」）を実況（☆）。この試合は3連戦の初戦で、ロッテは翌8日（第2戦）の敗戦を経て、9日の第3戦で勝利したことによって連敗を18で止めた。ちなみに、赤木は第3戦のテレビ中継でも実況を任されている。
  - 2001年9月24日、近鉄×西武（大阪ドーム）のラジオ中継で、タフィー・ローズ（近鉄）が松坂大輔からレギュラーシーズンにおける55本塁打（1964年の巨人・王貞治に並ぶ当時の最多タイ記録）を達成した瞬間を実況（☆）。もっとも、ローズはその後の試合で本塁打を放てず、55本塁打でシーズンを終えた。
  - 2013年9月15日、ヤクルト×阪神（神宮）のラジオ中継で、ウラディミール・バレンティン（ヤクルト）がレギュラーシーズン56号本塁打（日本を含むアジアのプロ野球公式戦におけるシーズン最多本塁打記録）を達成した瞬間を実況（☆）。ちなみに、バレンティンはこの試合で57号本塁打も放っている。
  - 2010年10月5日、阪神×ヤクルト（甲子園）のラジオ中継で、マット・マートン（阪神の右打者）がレギュラーシーズン211安打（当時の日本プロ野球公式戦新記録）を達成した瞬間を実況（☆）。結局、マートンはこの記録を214安打にまで伸ばした。
  - 2015年10月1日、オリックス×西武（京セラドーム大阪）のラジオ中継（『文化放送ライオンズナイター』への裏送り制作分）で、秋山翔吾（西武の左打者）がレギュラーシーズン215本目の安打を放ってマートンの最多安打記録を更新した瞬間を実況（☆）。この試合は西武のレギュラーシーズン最終戦であったが、秋山は記録を216安打にまで伸ばしている。
  - 2014年5月6日、オリックス×ロッテ（京セラドーム大阪）のラジオ中継で、荻野貴司（ロッテ）が初回先頭打者初球ランニング本塁打を放った瞬間を実況。
- ノーヒットノーランの達成に関する実況
  - 1992年6月14日、阪神対広島（甲子園）のラジオ中継（阪神の湯舟敏郎が達成）
  - 1998年5月26日、阪神×中日（倉敷マスカットスタジアム）のラジオ中継（☆：阪神の川尻哲郎が達成）
- 連続本塁打記録に関する実況
  - 1989年10月12日、西武×近鉄ダブルヘッダー第2試合のラジオ中継（解説：一枝修平）で、近鉄のラルフ・ブライアントが第2打席に（第1試合[14] 第1打席からの通算で1四球をはさんで）4打数連続本塁打を放った瞬間を実況。
  - 1992年7月18日、オールスターゲーム第3戦（甲子園）ラジオ中継（MBS制作・ニッポン放送との相互ネット分、解説：安藤統男、ゲスト：西川のりお）で、5回表にパシフィック・リーグの石井浩郎・田辺徳雄・佐々木誠がセントラル・リーグの小松辰雄から3者連続本塁打[15] を放った瞬間を実況。
  - 2015年9月5日、オリックス×日本ハム（ほっともっとフィールド神戸）のラジオ中継（HBCラジオ向けの裏送り分、解説：安藤）で、6回表に日本ハムの中田翔・近藤健介およびブランドン・レアードがオリックスの西勇輝から3者連続本塁打を放った瞬間を実況。
  - ちなみに、阪神のランディ・バースおよび掛布雅之・岡田彰布がバックスクリーン3連発を放った1985年4月17日の阪神×巨人戦（甲子園）では、MBS制作のラジオ中継（実況：城野昭）で阪神のベンチサイドリポーターを務めていた。この年の阪神は、赤木が中継の実況を担当したセントラル・リーグ公式戦（10試合）での全勝を経て、球団史上21年ぶりの同リーグ優勝と史上初の日本シリーズ制覇を果たした[16]。
- 「節目」に当たる記録の達成に関する実況
  - 2017年9月8日、阪神×DeNA（甲子園）のラジオ中継（TBSラジオとの相互ネット分）で、鳥谷敬（阪神）がNPB史上50人目の一軍公式戦通算2000安打を達成した瞬間を実況（☆）。
  - 2023年10月2日、オリックス×日本ハム（京セラドーム大阪）のラジオ中継（HBCラジオへの裏送り制作分、解説：能見篤史）で、平野佳寿（オリックス）が史上4人目のNPB/MLB公式戦通算250セーブを達成した瞬間を実況（☆）。この試合をもって、「毎日放送アナウンサー」としての在道民放ラジオ局（HBC/STV）向けオリックス戦中継の担当を終えた。
- その他の主な実況
  - 2019年6月9日、阪神×日本ハムのラジオ中継（裏送り制作分）で、この年の1月に大腸ガンの手術を受けたばかりの原口文仁（阪神）が、9回裏に代打で実戦復帰後初めてのサヨナラ安打を放った瞬間をSTVラジオ向けに実況[17]。
  - 2023年10月9日、オリックス×ソフトバンク（京セラドーム大阪）のラジオ中継（RKBラジオへの裏送り制作分、解説：亀山つとむ、ベンチリポート：大村浩士：☆）。パシフィック・リーグのレギュラーシーズン最終戦でもあったこの試合をもって、プロ野球のレギュラーシーズン中継における「毎日放送アナウンサー」としての担当を終えた。
    - この試合では、近藤健介（ソフトバンク）がシーズン26号本塁打を放って自身初のリーグ本塁打王獲得を確定させた一方で、オリックスの新人投手・曽谷龍平が一軍公式戦での初勝利を「7度目の正直」（通算7度目の登板）で挙げている。

### 選抜高校野球
- 1994年3月26日の第66回大会1回戦・金沢対江の川ラジオ中継で、金沢の投手・中野真博が（夏の選手権を含めた）甲子園球場での男子高校硬式野球大会史上2度目の完全試合を達成したシーンを実況（テレビ中継では美藤啓文が実況を担当）。

### 全国高校ラグビー
- テレビ中継を民間放送共同機構を通じて全国ネットで放送した時期に、準決勝で実況を担当。第79回全国大会（1999年度）の東海大仰星（現在の東海大大阪仰星）対埼玉工大深谷（現在の正智深谷）戦ラジオ中継から、第97回全国大会（2017年度）の東海大仰星対大阪桐蔭戦テレビ中継まで、決勝戦の実況を任されていた（中断期間あり）。
  - 橋下徹が大阪府立北野高等学校の選手として出場した第67回全国大会（1987年度）では、北野の試合のテレビ中継で実況を担当。『ジャンクSPORTS』（フジテレビ制作、関西地方では関西テレビで放送）では、橋下が大阪府知事へ就任する前に弁護士としてゲストで出演した回で、赤木の実況が収められたVTRを放送している。
  - 毎日放送の正社員アナウンサーとして最後に担当した第97回大会決勝戦テレビ中継の実況では、アノンシスト賞の2017年度テレビ・スポーツ実況部門最優秀賞を受賞している。 ちなみに、第79回・第97回大会とも、東海大仰星が優勝。第79回大会に東海大仰星の主将として出場していた湯浅大智は、第97回大会の決勝で、母校の監督としてチームを2大会振り・通算5回目の優勝に導いている[3]。
  - 2018年11月の「シニアスタッフ」移行後も、奈良テレビが制作する奈良県大会の決勝戦中継[18]（同局およびJ SPORTSで放送）や、第98回全国大会（2018年度）準決勝第1試合（大阪桐蔭対流通経済大学付属柏戦、2019年1月5日開催）[19] および決勝（大阪桐蔭対桐蔭学園戦、同月7日開催）のラジオ録音中継を、「毎日放送アナウンサー」として実況している。

## 関連人物
- 水野晶子
- 柏木宏之
- 結城哲郎
- 美藤啓文
- 森本栄浩
- 馬野雅行
- 仙田和吉
- 近藤亨
- 井上雅雄
- 伊藤広
- 金山泉
- 水谷勝海
- 城野昭